# 洗骨
洗骨（せんこつ）は、一度土葬あるいは風葬などを行った後に、死者の骨を海水や酒などで洗い、再度埋葬（二次葬、複葬)する葬制である。

## 概要
かかる風習は、東南アジアの一部に現存し、また日本では南西諸島（琉球諸島、奄美群島）において行われていた。現在、古代以前を除いた日本における風葬や洗骨の北限は奄美大島笠利町の城間トフル墓群とされている。

## 日本
沖縄諸島では「シンクチ（洗骨）」といい、奄美群島では「カイソウ（改葬）」と称する。かつての沖縄などでは、よく見られる葬制であった。琉球王国の王室は、戦前まで洗骨を経て納骨されていたことが、記録に残っている。
沖縄における洗骨の意味は、洗骨されないうちは死者は穢れていて、神仏の前に出られないという信仰があるからとされる。
洗骨という儀式において、実際に骨を洗うという行為は親族の女性、特に長男の嫁がすべきものとされた。しかし衛生的に問題があるうえ、肉親の遺体を洗うという過酷な風習であるがゆえに、沖縄県の女性解放運動の一環として火葬場での火葬が推奨され、また保健所の指導により、沖縄本島では戦後消滅したとされる。
それでも一部の離島ではまだ現存しており、戦前に生まれた世代の島民の中にはこうした形での葬儀を望む人も多いといわれる。NHK鹿児島放送局は、与論島で行われたある家族の洗骨儀式の模様を密着取材し、2010年（平成22年）6月25日に『九州沖縄スペシャル』で放送した。この番組は洗骨儀式そのものが今日ほとんど見られなくなっていることに加え、NHKによると洗骨儀式は身内以外には決して公開されないだけに、貴重な記録映像となっている。
番組によると、与論島で洗骨儀式が始まったのは明治に入ってからで、それまでは共同墓における風葬があたり前とされた。しかし明治に入り、鹿児島県が風葬を禁じ、死体遺棄罪に問うとしたことから、止むなく始められたのが、いったん土葬を経た後の洗骨という形式であったという。番組は、洗骨そのものに限らず、そこに至るまでの様々な過程と関わる家族の思いについても記録した。また、風葬による祖先の骨が多数みられる崖下墓の映像もあった。

## 世界

### 世界のなかの洗骨とその理由
洗骨の文化はアジアのみならず、全世界にみられる。北米先住民にもみられるし、アフリカにもインド洋諸島、東南アジア、オセアニアにも広く分布している。渡邊欣雄によると、その根拠は死者を一時埋葬しただけでは、死霊のままで、これは子孫に役に立たないどころか病や死をもたらす危険な存在であるが、洗骨をして第2の葬儀をすることにより、子孫に幸福と豊穣をもたらす祖霊となると考えるからである。